# Torre del Homenaje (Real Alcázar de Madrid)

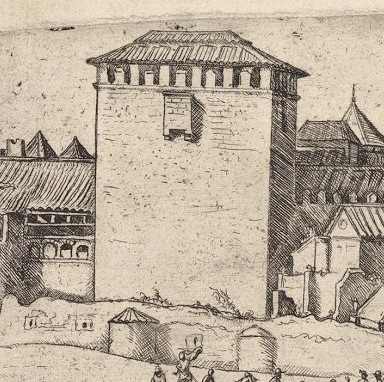
Vista de la torre en un detalle de un grabado de Jan Cornelisz Vermeyen que muestra la fachada principal del Alcázar hacia 1534.

La Torre del Homenaje del Alcázar de Madrid fue una antigua estructura, parte de esa desaparecida residencia real.

## Historia

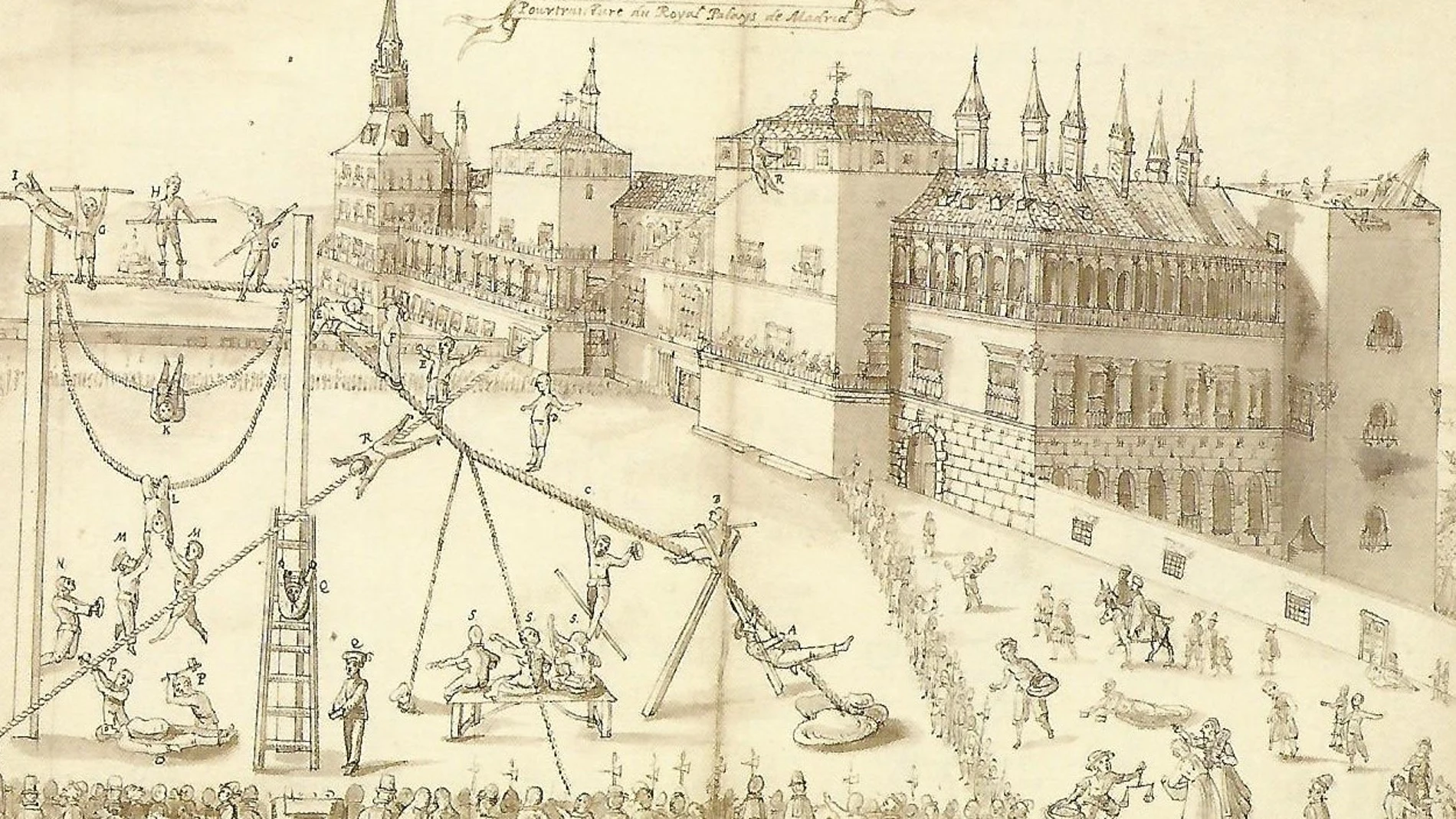
La torre (segunda por la derecha) en un dibujo de Jehan Lhermite (finales del).

En 1549 se derribó la iglesia de San Miguel de la Sagra que se encontraba situada al pie del espacio comprendido entre esta torre y la del Bastimento.
A principios del siglo XVII se comenzó la construcción de una nueva fachada según diseño de Gómez de Mora. La construcción de esta nueva fachada supuso que la torre quedará comprendida dentro de la crujía, ocultada tras la nueva fachada. En un principio, el nuevo proyecto de fachada de Gómez de Mora planteó modificar la parte superior de ambas torres para armonizarlas con el estilo del resto de la fachada, aunque dicho plan nunca se llevó a cabo.
De acuerdo con el Plano de Gómez de Mora, realizado en 1625, el espacio interior de la torre albergaba dos estancias de los apartamentos del cardenal-infante don Fernando, hermano menor del entonces monarca, Felipe IV:
- En el piso bajo, (bajo el número 14), el dormitorio de verano del cardenal-infante
- En el piso superior, (bajo el número 86) el dormitorio de invierno del cardenal-infante.

En el caso de este último piso, las transformaciones efectuadas en el oeste de la crujía sur llevarían a la desaparición de los muros de la torre, sustituyéndose por la sala ochavada.

## Descripción
La torre se encontraba en la crujía sur del alcázar de Madrid, en concreto, en el momento de su construcción formaba parte de la fachada principal del Alcázar. Era gemela de la que sería conocida bajo el nombre de Torre del Bastimento, situada unos 63 pies más al este. Ambas torres estaban separadas por la entrada principal al alcázar.
Contaba con una planta aproximada de 53 pies de ancho (14,77 metros), en su eje este oeste, por 37metros (10,31 metros) de largo en su eje norte sur.